# Vizcaínos
Vizcaínos – gmina w Hiszpanii, w prowincji Burgos, w Kastylii i León, o powierzchni 11,48 km². W 2011 roku gmina liczyła 53 mieszkańców.